# Taça de Portugal de 1988–89
A Taça de Portugal de 1988/1989 foi 49ª edição da Taça de Portugal. O Belenenses venceu esta edição, com a particularidade de ter defrontado (e eliminado) os chamados três grandes.

## 1.ª Eliminatória
| Visitado                        | Resultado | Visitante                      |
| ------------------------------- | --------- | ------------------------------ |
| Freamunde (II)                  | 7-1       | Mogadourense (D)               |
| Gil Vicente (II)                | 3-0       | USC Paredes (II)               |
| Felgueiras (II)                 | 2-0       | Os Dragões Sandinenses (III)   |
| Famalicão (III)                 | 8-0       | São João de Ver (D)            |
| Ermesinde (III)                 | 3-0       | Vila Pouca de Aguiar (III)     |
| UD Lanheses (III)               | 2-3       | Leverense (D)                  |
| Leça (III)                      | 1-0       | Âncora Praia (D)               |
| Maria da Fonte (III)            | 2-1       | Oliveira do Douro (III)        |
| Ovarense (III)                  | 4-2       | Celoricense (D)                |
| Marco (II)                      | 3-2       | GD Prado (III)                 |
| Lousada (III)                   | 2-0       | Bragança (II)                  |
| Lixa (II)                       | 2-1       | Delães (III)                   |
| Cerveira (D)                    | 0-0       | Vianense (III)                 |
| Atlético Cabeceirense (D)       | 0-1       | Lusitânia de Lourosa (III)     |
| União de Santarém (III)         | 2-1       | Desportivo de Beja (D)         |
| União de Santiago (II)          | 1-0       | Juventude de Évora (II)        |
| Torreense (II)                  | 2-1       | Louletano (II)                 |
| SL Olivais (III)                | 0-1       | Atlético Angústias (D)         |
| Fanhões (III)                   | 2-0       | Quarteirense (III)             |
| Vialonga (III)                  | 0-2       | Lusitano VRSA (III)            |
| Vilafranquense (III)            | 2-0       | Amora (III)                    |
| Bairro Latino (D)               | 1-5       | Valadares (D)                  |
| Desportivo das Aves (II)        | 2-0       | Esposende (III)                |
| Amadores de Caminha (D)         | 0-0       | Salgueiros (II)                |
| Aliados de Lordelo (III)        | 2-0       | Mirandês (III)                 |
| Palmeiras (D)                   | 2-1       | Neves (III)                    |
| Pedrouços (III)                 | 0-1       | Moreirense (II)                |
| AD Valonguense (III)            | 0-1       | Oliveira do Bairro (II)        |
| Alba (III)                      | 2-0       | Estrela de Portalegre (II)     |
| Vizela (II)                     | 2-1       | Infesta (III)                  |
| FC Vinhais (III)                | 0-1       | Joane (II)                     |
| Vilanovense (III)               | 2-0       | Mondinense (D)                 |
| Ginásio de Alcobaça (III)       | 1-0       | Touring (D)                    |
| Anadia FC (III)                 | 2-0       | Manteigas (D)                  |
| Beneditense (III)               | 4-1       | ADC Proença-a-Nova (D)         |
| Atouguiense (III)               | 3-2       | Esperança Atlético (D)         |
| Argus (III)                     | 4-3       | Recreio de Águeda (II)         |
| ARCUDA (D)                      | 2-0       | Estarreja (II)                 |
| Vieira (III)                    | 0-0       | Varzim (II)                    |
| Valpaços (III)                  | 3-0       | Durienses (D)                  |
| Rio Ave (II)                    | 7-0       | Vinhas (D)                     |
| Sanguedo (D)                    | 0-1       | Moimenta da Beira (D)          |
| Ribeira de Pena (D)             | 0-1       | Amarante (II)                  |
| Régua (III)                     | 0-0       | Vila Real (III)                |
| Ponte da Barca (III)            | 1-0       | Paços de Ferreira (II)         |
| UDR Santa Maria (D)             | 2-0       | Torre de Moncorvo (III)        |
| Senhora da Hora (D)             | 1-0       | GD Foz Côa (D)                 |
| Valenciano (III)                | 1-0       | Maia (III)                     |
| Atlético de Valdevez (III)      | 0-4       | UD Valonguense (III)           |
| Trofense (II)                   | 1-2       | Macedo de Cavaleiros (III)     |
| Tirsense (II)                   | 5-1       | Paivense (D)                   |
| Sintrense (III)                 | 1-0       | SL Cartaxo (III)               |
| Seixal (III)                    | 2-0       | União da Madeira (II)          |
| Pessegueirense (III)            | 0-1       | Fátima (III)                   |
| Riachense (D)                   | 2-1       | GD Usseira (III)               |
| Pinhelenses (D)                 | 1-0       | Águias de Alpiarça (D)         |
| Os Nazarenos (III)              | 2-2       | Gouveia (III)                  |
| Os Marialvas (II)               | 2-0       | Mortágua (III)                 |
| Santacombadense (III)           | 1-0       | Alcanenense (III)              |
| SL Marinha (D)                  | 1-0       | Calvão (D)                     |
| União de Lamas (II)             | 3-0       | Leiria e Marrazes (III)        |
| Torres Novas (D)                | 3-0       | Arronchense (D)                |
| AD São Romão (III)              | 2-1       | Oliveira do Hospital (III)     |
| Sporting da Covilhã (II)        | 2-1       | Mangualde (II)                 |
| Oliveirinha (III)               | 5-0       | Viseu e Benfica (III)          |
| Naval 1.º de Maio (III)         | 3-0       | Coruchense (D)                 |
| Covilhã e Benfica (D)           | 0-8       | Seia (III)                     |
| Feirense (II)                   | 7-0       | Penalva do Castelo (D)         |
| Castelo de Vide (III)           | 0-4       | Portalegrense (II)             |
| Caldas (II)                     | 5-1       | Lousanense (II)                |
| Bombarralense (III)             | 1-0       | Ferrel (III)                   |
| Figueiró dos Vinhos (D)         | 3-1       | Lusitano de Vildemoinhos (D)   |
| Lourinhanense (D)               | 3-1       | Paço (III)                     |
| Mirense (III)                   | 3-0       | 22 de Junho (III)              |
| Mealhada (II)                   | 1-1       | Académica de Coimbra (II)      |
| Marinhense (II)                 | 1-0       | Mirandense (III)               |
| Luso (II)                       | 2-0       | Sertanense (III)               |
| União de Leiria (II)            | 3-0       | UD Oliveirense (III)           |
| União de Tomar (III)            | 1-1       | Peniche (II)                   |
| O Elvas (II)                    | 2-0       | Quimigal do Barreiro (III)     |
| Olhanense (II)                  | 3-1       | Pêro Pinheiro (III)            |
| Monfortense (D)                 | 0-5       | Sesimbra (III)                 |
| Estoril-Praia (II)              | 3-0       | Atlético do Cacém (III)        |
| Cova da Piedade (III)           | 1-0       | Borbense (D)                   |
| Oriental de Lisboa (II)         | 5-2       | Ferreirense (III)              |
| Unidos de Lisboa (D)            | 1-0       | Sporting de Cuba (D)           |
| Santa Clara (III)               | 2-1       | Lusitânia dos Açores (III)     |
| Samora Correia (III)            | 0-1       | União de Almeirim (III)        |
| Portosantense (III)             | 2-0       | Imortal (III)                  |
| Palmelense (III)                | 2-0       | Lusitano de Évora (II)         |
| Castromarinense (D)             | 1-2       | SC Barreiro (D)                |
| Campomaiorense (III)            | 2-1       | Estrela de Vendas Novas (III)  |
| Alvorense (III)                 | 1-0       | Montijo (II)                   |
| Arraiolense (III)               | 0-1       | Moura (III)                    |
| Almancilense (III)              | 1-0       | Futebol Benfica (III)          |
| Alhandra (D)                    | 2-1       | União de Montemor-o-Novo (III) |
| Valecambrense (III)             | 1-2       | União de Coimbra (III)         |
| Atlético CP (II)                | 5-0       | Alverca (II)                   |
| Banheirense (III)               | 1-4       | Pescadores (III)               |
| Câmara de Lobos (D)             | 2-1       | Armacenenses (D)               |
| Bencatelense (D)                | 0-2       | Vasco da Gama de Sines (III)   |
| Benfica Águia (D)               | 1-1       | Beira-Mar de Monte Gordo (D)   |
| Barreirense (II)                | 4-0       | Praiense (III)                 |
| Benfica de Castelo Branco (III) | 1-0       | Guarda (III)                   |

### Desempates
| Visitado                     | Resultado | Visitante               |
| ---------------------------- | --------- | ----------------------- |
| Peniche (II)                 | 2-0       | União de Tomar (III)    |
| Beira-Mar de Monte Gordo (D) | 4-0       | Benfica Águia (D)       |
| Vianense (III)               | 3-1       | Cerveira (D)            |
| Gouveia (III)                | 2-1       | Os Nazarenos (III)      |
| Vila Real (III)              | 4-1       | Régua (III)             |
| Salgueiros (II)              | 3-2       | Amadores de Caminha (D) |
| Varzim (II)                  | 3-1       | Vieira (III)            |
| Académica de Coimbra (II)    | 2-0       | Mealhada (II)           |

## 2.ª Eliminatória
| Visitado                        | Resultado | Visitante                 |
| ------------------------------- | --------- | ------------------------- |
| Farense (I)                     | 3-0       | Santa Maria (II)          |
| Santacombadense (III)           | 2-2 a.p.  | Sporting de Espinho (I)   |
| Santa Clara (III)               | 0-0 a.p.  | Atlético CP (II)          |
| Portimonense (I)                | 7-0       | Aliados de Lordelo (III)  |
| Sesimbra (III)                  | 0-1       | União de Lamas (II)       |
| SL Marinha (D)                  | 0-1       | Feirense (II)             |
| Sintrense (III)                 | 0-3       | Belenenses (I)            |
| Salgueiros (II)                 | 1-2       | Desportivo de Chaves (I)  |
| Portalegrense (II)              | 5-1       | Alvorense (III)           |
| Oriental de Lisboa (II)         | 6-0       | SC Barreiro (D)           |
| Oliveirinha (III)               | 3-1       | Fanhões (III)             |
| Os Marialvas (II)               | 2-0       | Senhora da Hora (D)       |
| Ovarense (III)                  | 0-0 a.p.  | Naval 1.º de Maio (III)   |
| Palmelense (III)                | 3-1       | Torres Novas (D)          |
| Palmeiras (D)                   | 2-3       | Luso (II)                 |
| Sporting da Covilhã (II)        | 2-0       | Fafe (I)                  |
| Sporting (I)                    | 5-0       | Almancilense (III)        |
| Vasco da Gama de Sines (III)    | 1-0       | Valadares (D)             |
| Varzim (II)                     | 2-0       | Moreirense (II)           |
| Vianense (III)                  | 0-1       | Académica de Coimbra (II) |
| Vilanovense (III)               | 2-4       | Olhanense (II)            |
| Vitória de Setúbal (I)          | 4-0       | Vila Real (III)           |
| Vitória de Guimarães (I)        | 2-1       | Sacavenense (II)          |
| Valpaços (III)                  | 1-3       | Rio Ave (II)              |
| Valenciano (III)                | 2-0       | Campomaiorense (III)      |
| Trafaria (D)                    | 1-4       | Leixões (I)               |
| AD São Romão (III)              | 1-0       | Famalicão (III)           |
| União de Almeirim (III)         | 1-1 a.p.  | Moura (III)               |
| União de Leiria (II)            | 0-3       | Beira-Mar (I)             |
| União de Santiago (II)          | 2-0       | União de Coimbra (III)    |
| Oliveira do Bairro (II)         | 3-1       | Fátima (III)              |
| Olivais e Moscavide (II)        | 4-1       | Bombarralense (III)       |
| Benfica de Castelo Branco (III) | 1-0       | Ponte da Barca (III)      |
| Beneditense (III)               | 0-1       | Leverense (D)             |
| Benfica (I)                     | 9-1       | Cova da Piedade (III)     |
| Câmara de Lobos (D)             | 1-0       | Unidos de Lisboa (D)      |
| Ermesinde (III)                 | 3-0       | Atlético Angústias (D)    |
| Pescadores (III)                | 1-0       | Seia (III)                |
| Beira-Mar de Monte Gordo (D)    | 1-0       | Portosantense (III)       |
| Barreirense (II)                | 7-0       | Atouguiense (III)         |
| Alhandra (D)                    | 1-0       | Lousada (III)             |
| Ginásio de Alcobaça (III)       | 2-1       | Lourinhanense (D)         |
| Amarante (II)                   | 1-2       | Vizela (II)               |
| Anadia FC (III)                 | 0-6       | Boavista (I)              |
| Desportivo das Aves (II)        | 1-2 a.p.  | Académico de Viseu (I)    |
| ARCUDA (D)                      | 2-3       | Riachense (D)             |
| Estrela da Amadora (I)          | 5-1       | Caldas (II)               |
| Marco (II)                      | 4-0       | União de Santarém (III)   |
| Esperança de Lagos (II)         | 2-0       | Estoril-Praia (II)        |
| Macedo de Cavaleiros (III)      | 0-4       | Sporting de Braga (I)     |
| Marítimo (I)                    | 5-0       | Peniche (II)              |
| Mirense (III)                   | 2-3       | Lixa (III)                |
| Nacional (I)                    | 3-0       | Tirsense (II)             |
| Moimenta da Beira (D)           | 1-1 a.p.  | Argus (III)               |
| Lusitano VRSA (III)             | 2-0       | Torreense (II)            |
| Lusitânia de Lourosa (III)      | 0-1       | Joane (II)                |
| FC Porto (I)                    | 2-0       | Vilafranquense (III)      |
| Penafiel (I)                    | 1-2       | O Elvas (II)              |
| Felgueiras (II)                 | 2-0       | Maria da Fonte (III)      |
| Freamunde (II)                  | 3-0       | Seixal (III)              |
| Leça (III)                      | 3-0       | Gouveia (III)             |
| Gil Vicente (II)                | 5-0       | Figueiró dos Vinhos (D)   |
| Alba (III)                      | 3-1       | Pinhelenses (D)           |

### Desempates
| Visitado                | Resultado      | Visitante               |
| ----------------------- | -------------- | ----------------------- |
| Sporting de Espinho (I) | 7-0            | Santacombadense (III)   |
| Naval 1.º de Maio (III) | 2-2 (3-5 g.p.) | Ovarense (III)          |
| Moura (III)             | 1-0            | União de Almeirim (III) |
| Atlético CP (II)        | 3-0            | Santa Clara (III)       |
| Argus (III)             | 2-0            | Moimenta da Beira (D)   |

## 3.ª Eliminatória
| Visitado                  | Resultado | Visitante                       |
| ------------------------- | --------- | ------------------------------- |
| Gil Vicente (II)          | 0-0 a.p.  | Portimonense (I)                |
| Câmara de Lobos (D)       | 1-4       | Sporting de Espinho (I)         |
| Riachense (D)             | 2-0       | Leça (III)                      |
| Beira-Mar (I)             | 3-0       | Oliveirinha (III)               |
| Palmelense (III)          | 0-4       | Vitória de Guimarães (I)        |
| Olhanense (II)            | 2-0       | Rio Ave (II)                    |
| O Elvas (II)              | 1-0       | Valenciano (III)                |
| Desportivo de Chaves (I)  | 3-1       | Lusitano VRSA (III)             |
| Os Marialvas (II)         | 0-1       | Académica de Coimbra (II)       |
| Sporting (I)              | 11-0      | Alhandra (D)                    |
| Varzim (II)               | 0-0 a.p.  | Atlético CP (II)                |
| Vizela (II)               | 1-0       | Farense (II)                    |
| União de Santiago (II)    | 1-1 a.p.  | Benfica de Castelo Branco (III) |
| AD São Romão (III)        | 2-1       | Moura (III)                     |
| Marítimo (I)              | 4-0       | Oliveira do Bairro (II)         |
| Sporting de Braga (I)     | 5-0       | Olivais e Moscavide (II)        |
| Marco (II)                | 1-0       | Marinhense (II)                 |
| Belenenses (I)            | 7-2       | Portalegrense (II)              |
| Pescadores (III)          | 1-0       | Oriental de Lisboa (II)         |
| Argus (III)               | 0-4       | Boavista (I)                    |
| Ginásio de Alcobaça (III) | 3-1       | Beira-Mar de Monte Gordo (D)    |
| Académico de Viseu (I)    | 3-2       | Freamunde (II)                  |
| Alba (III)                | 3-0       | Lixa (III)                      |
| Esperança de Lagos (II)   | 0-1       | Nacional (I)                    |
| Estrela da Amadora (I)    | 1-0       | Leixões (I)                     |
| Leverense (D)             | 0-0 a.p.  | Sporting da Covilhã (II)        |
| Luso (II)                 | 2-0       | Ovarense (III)                  |
| Joane (II)                | 1-0       | União de Lamas (II)             |
| Felgueiras (II)           | 0-0 a.p.  | Ermesinde (III)                 |
| FC Porto (I)              | 7-0       | Barreirense (II)                |
| Feirense (II)             | 0-0 a.p.  | Vasco da Gama de Sines (III)    |
| Vitória de Setúbal (I)    | 2-3 a.p.  | Benfica (I)                     |

### Desempates
| Visitado                        | Resultado      | Visitante              |
| ------------------------------- | -------------- | ---------------------- |
| Portimonense (I)                | 2-1            | Gil Vicente (II)       |
| Vasco da Gama de Sines (III)    | 1-1 (5-3 g.p.) | Feirense (II)          |
| Sporting da Covilhã (II)        | 4-1            | Leverense (D)          |
| Ermesinde (III)                 | 2-1            | Felgueiras (II)        |
| Benfica de Castelo Branco (III) | 0-1            | União de Santiago (II) |
| Atlético CP (II)                | 0-1            | Varzim (II)            |

## 4.ª Eliminatória
| Visitado                     | Resultado | Visitante                |
| ---------------------------- | --------- | ------------------------ |
| Académica de Coimbra (II)    | 0-1       | FC Porto (I)             |
| Desportivo de Chaves (I)     | 3-0       | Ermesinde (III)          |
| Beira-Mar (I)                | 1-0       | Portimonense (I)         |
| Sporting de Espinho (I)      | 2-1       | Boavista (I)             |
| Vasco da Gama de Sines (III) | 2-1       | Vitória de Guimarães (I) |
| Vizela (II)                  | 6-0       | União de Santiago (II)   |
| O Elvas (II)                 | 2-0       | Varzim (II)              |
| AD São Romão (III)           | 0-3       | Estrela da Amadora (I)   |
| Joane (II)                   | 1-0       | Olhanense (II)           |
| Alba (III)                   | 2-3       | Luso (II)                |
| Ginásio de Alcobaça (III)    | 1-2       | Marco (II)               |
| Belenenses (I)               | 3-0       | Sporting da Covilhã (II) |
| Pescadores (III)             | 1-1       | Marítimo (I)             |
| Benfica (I)                  | 14-1      | Riachense (D)            |
| Sporting de Braga (I)        | 3-0       | Académico de Viseu (I)   |
| Nacional (I)                 | 0-3       | Sporting (I)             |

### Desempates
| Visitado     | Resultado | Visitante        |
| ------------ | --------- | ---------------- |
| Marítimo (I) | 2-1       | Pescadores (III) |

## Oitavos-de-final
| Visitado                     | Resultado  | Visitante                |
| ---------------------------- | ---------- | ------------------------ |
| Vizela (II)                  | 2–1        | Beira-Mar (I)            |
| Vasco da Gama de Sines (III) | 1–8        | Marco (II)               |
| Sporting (I)                 | 6–0        | O Elvas (II)             |
| Sporting de Espinho (I)      | 1–0        | Estrela da Amadora (I)   |
| Sporting de Braga (I)        | 1–0        | Marítimo (I)             |
| Luso (II)                    | 0–1        | Benfica (I)              |
| Joane (II)                   | 1–3        | Desportivo de Chaves (I) |
| Belenenses (I)               | 1–0 (a.p.) | FC Porto (I)             |

## Quartos-de-final
| Visitado                 | Resultado | Visitante               |
| ------------------------ | --------- | ----------------------- |
| Sporting (I)             | 4-1       | Vizela (II)             |
| Desportivo de Chaves (I) | 3–3       | Sporting de Braga (I)   |
| Benfica (I)              | 11–0      | Marco (II)              |
| Belenenses (I)           | 3–0       | Sporting de Espinho (I) |

### Desempates
| Visitado              | Resultado | Visitante                |
| --------------------- | --------- | ------------------------ |
| Sporting de Braga (I) | 3-1       | Desportivo de Chaves (I) |

## Meias-finais
| Visitado       | Resultado | Visitante             |
| -------------- | --------- | --------------------- |
| Belenenses (I) | 3–1       | Sporting (I)          |
| Benfica (I)    | 3–1       | Sporting de Braga (I) |

## Final
| 28 de maio de 1989 15:00 | Belenenses (I)              | 2 – 1 | Benfica (I) | Estádio Nacional, Jamor        |
|                          | Chico Faria 25' Juanico 81' |       | Vata 73'    | Árbitro: Alder Dante, Santarém |

| Vencedor da Taça 1988/1989 |
| -------------------------- |
|                            |
| Belenenses 3.° Título      |